# Diente premolar
Se denomina diente premolar a cualquier diente que erupciona en el espacio dejado por un molar temporal. Hay en total 8 premolares, 4 en la mandíbula y 4 en el maxilar, dos a cada lado respectivamente. Están situados por distal respecto del canino, de forma que el primer premolar está distal al canino, y distal al primer premolar está el segundo premolar. Están inmediatamente antes de los molares.
Son también conocidos por el término bicúspides, aunque este término es incorrecto ya que el segundo premolar inferior tiene 3 cúspides (tricúspide).
Su anatomía les permite participar con los caninos en el desgarre de los alimentos y con los molares en la molienda de estos. Aunque se les atribuye, principalmente, la función de la molienda fina y de la trituración de la comida.

## Premolares superiores
Tienen una corona con forma pentagonal, mayor dimensión vestibulopalatino a la mesiodistal. Poseen dos cúspides: vestibular, de mayor tamaño y forma cuadrangular, y palatino, más pequeña. 
Sus contactos dentarios son:
- Proximales: el primer premolar superior contacta mesialmente con el canino superior y distalmente con el segundo premolar superior. El segundo premolar superior contacta mesialmente con el primer premolar superior y distalmente con el primer molar superior.
- Oclusales: la vertiente mesial del primer premolar superior contacta con la vertiente distal del primer premolar inferior, la vertiente distal del primer premolar superior contacta con la mesial del segundo premolar inferior y la vertiente mesial del segundo premolar superior contactará con la vertiente distal del segundo premolar inferior y la distal del segundo premolar superior con la mesial del primer molar inferior.

### Raíces
Pueden presentar una a dos raíces, se encuentran dos raíces más frecuentemente en el primer premolar superior. Si tenemos una raíz única presentará un surco mesial. Es muy frecuente una doble curvatura en el tercio apical, tiene una convergencia por el lado palatino, se puede notar muy claramente si lo vemos por el lado oclusal.
El primer premolar superior tiene una corona de mayor tamaño que el segundo premolar superior, la cara oclusal es más asimétrica en el primer premolar superior.

## Premolares inferiores
Están situados distalmente con respecto al canino inferior. No es raro encontrar agenesias (ausencias) o dientes supernumerarios.
El primer premolar inferior tiene forma pentagonal desde una vista oclusal. Presenta dos cúspides: lingual y vestibular, ésta de mayor tamaño.
Una característica diferencial de la cara oclusal del primer premolar inferior es que las crestas triangulares centrales vestibular y lingual cruzan ininterrumpidamente la cara oclusal, por lo que hablamos de una sola cresta, la cresta tranversa.
Sus contactos dentarios son:
- Proximales: el primer premolar inferior contacta por mesial con el canino inferior y por distal con el segundo premolar inferior.
- Oclusales: contacta con la vertiente distal del canino superior y con la vertiente mesial del primer premolar superior.

Ambos premolares inferiores tienen un gran parecido aunque se encuentran las siguientes diferencias:
1. La raíz del segundo premolar inferior es estrecha y es un poco angosta comparada con los demás premolares superiores, y es más larga que la del primer premolar inferior.
2. Hay dos tipos de segundos premolares inferiores, uno con dos cúspides, una lingual y otra vestibular, y otro con 3 cúspides, dos linguales y una vestibular.
3. La cúspide vestibular del segundo premolar inferior es menos puntiaguda que la del primer premolar inferior, estando las pendientes cuspídeas menos inclinadas.

- Datos: Q839483